# Obsidian Creek (Gardner River)
Der Obsidian Creek ist ein etwa 19 km langer, rechter Nebenfluss des Gardner River im äußersten Nordwesten des US-Bundesstaates Wyoming. Er fließt auf seiner gesamten Länge durch den Yellowstone-Nationalpark.

## Verlauf
Der Obsidian Creek entspringt westlich des Norris-Geysir-Beckens in den südöstlichen Ausläufern der Gallatin Range auf etwa 2775 m Höhe im Nordwesten des Yellowstone-Nationalparks. Von dort fließt er zunächst in nordöstliche Richtung und erreicht nach wenigen Kilometern westlich des Roaring Mountain die Grand Loop Road (U.S. Highway 89), die dem Fluss bis zur Mündung folgt. Der Obsidian Creek fließt nun in nördliche Richtung durch das Obsidian Creek Valley; am Fluss befinden sich unter anderem der Semi-Centennial Geyser und die Clearwater Springs. Mäandrierend verläuft der Fluss durch das Hochtal, durchfließt den Beaver Lake und passiert das Obsidian Cliff, bevor er den Obsidian Canyon durchfließt. Am Ausgang des Canyons fließt mit dem Winter Creek von links der größte Nebenfluss hinzu. In stark mäandrierendem Verlauf fließt der Obsidian Creek durch die Hochebene Willow Park und mündet nach etwa 19 km am Indian Park Campground auf 2217 m Höhe in den hier nach Nordosten fließenden Gardner River. Der gesamte Flussverlauf befindet sich im Park County.

## Hydrologie
Der Obsidian Creek ist als Nebenfluss des Gardner River Teil des Einzugsgebietes des Yellowstone River, der über Missouri und Mississippi in den Golf von Mexiko entwässert. Das Einzugsgebiet des Obsidian Creek umfasst ein Areal von etwa 102 km² und grenzt an die Einzugsgebiete von Lava Creek und Solfatara Creek im Osten, Nymph Creek und Gibbon River im Süden, Duck Creek im Westen sowie Indian Creek im Nordwesten.

## Galerie

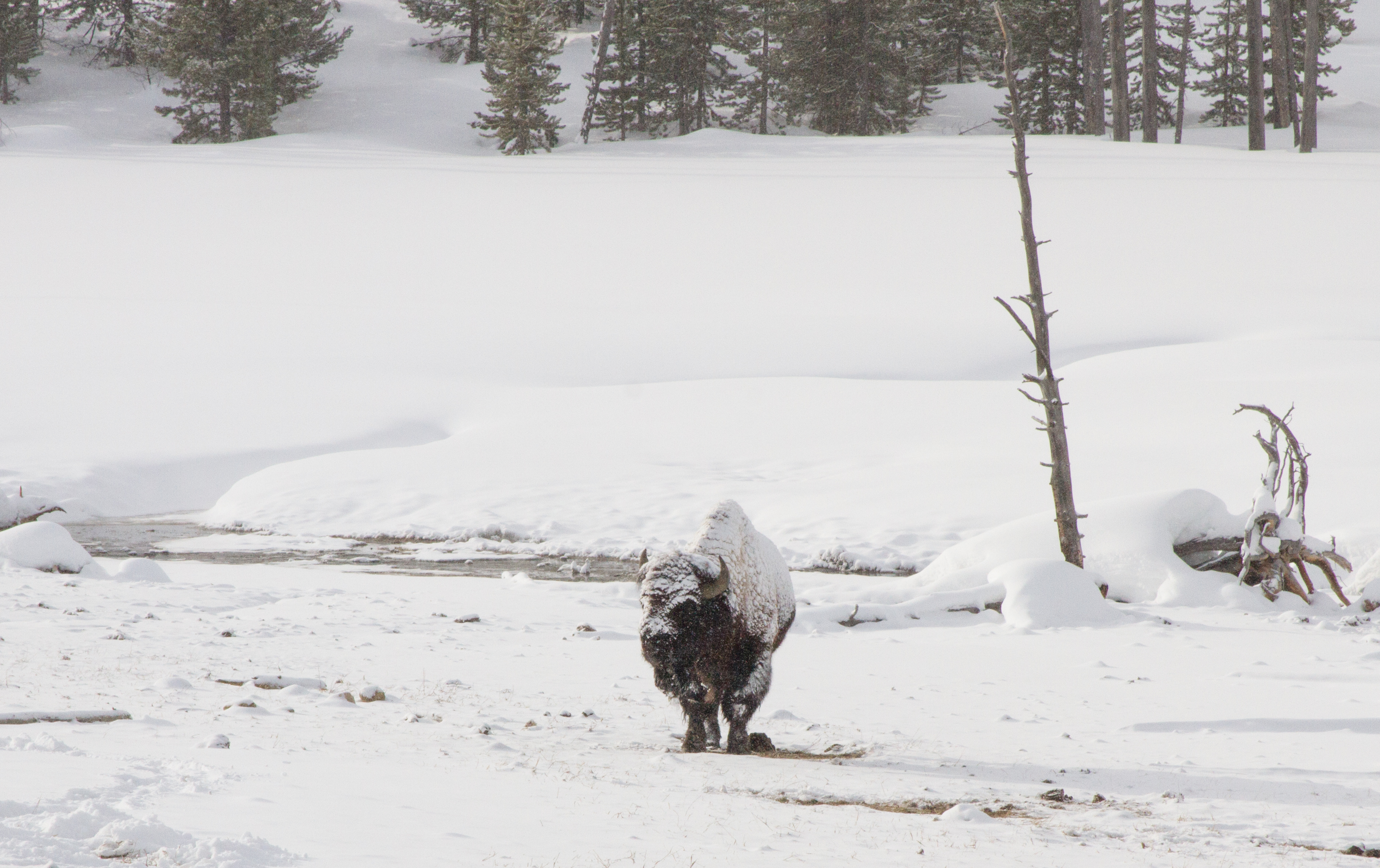
Bison am Obsidian Creek
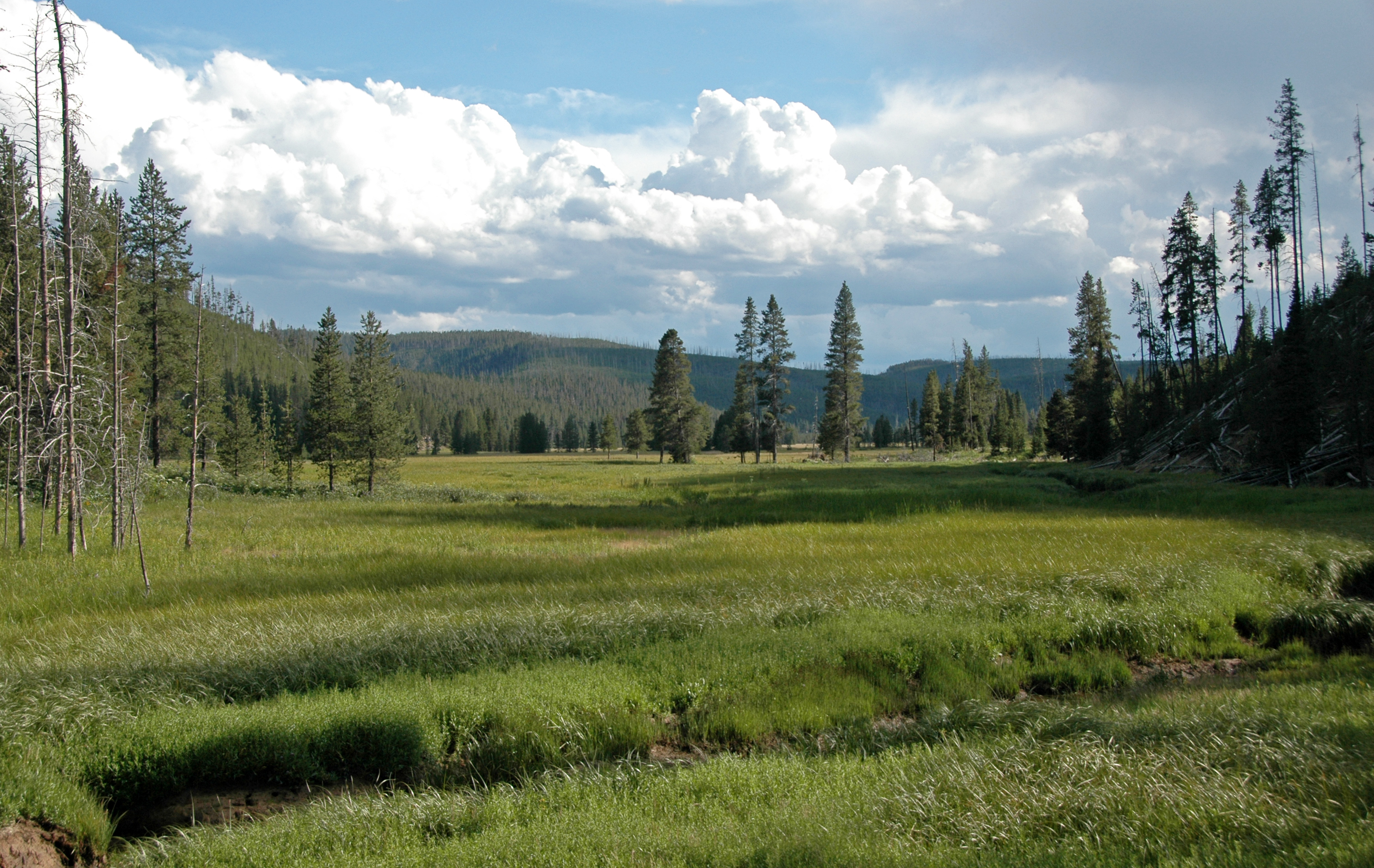
Obsidian Creek Valley
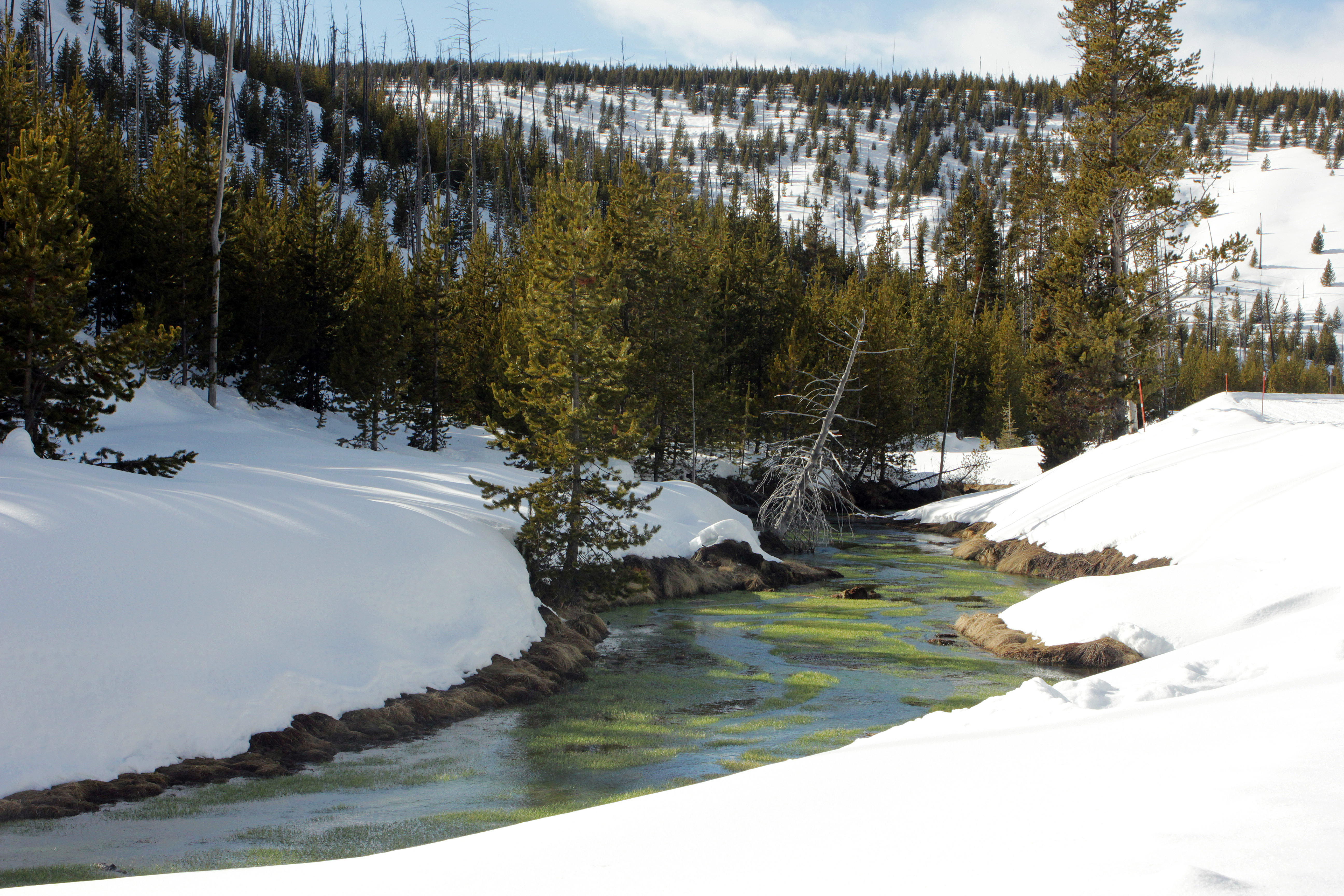
Obsidian Creek
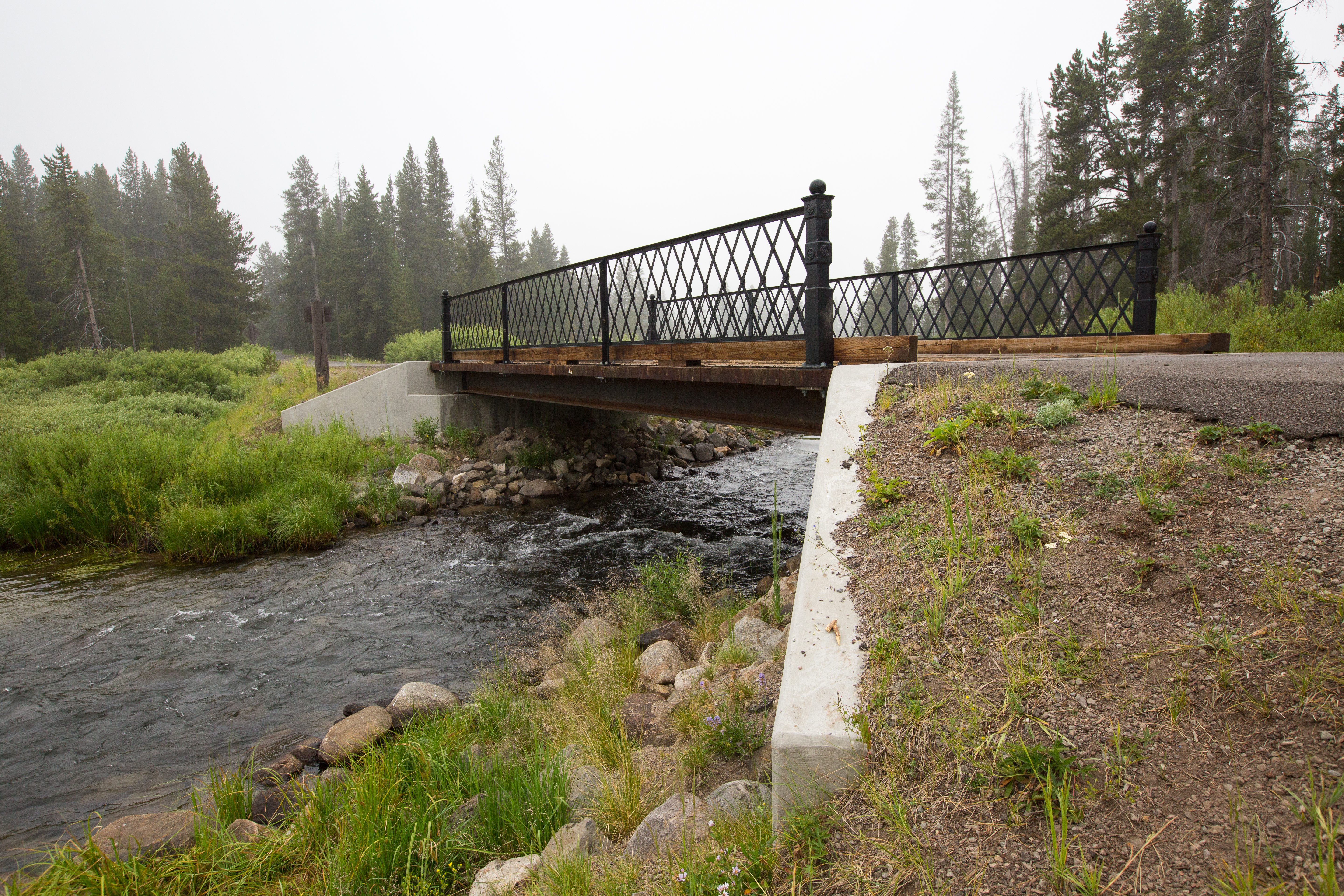
Brücke über den Fluss
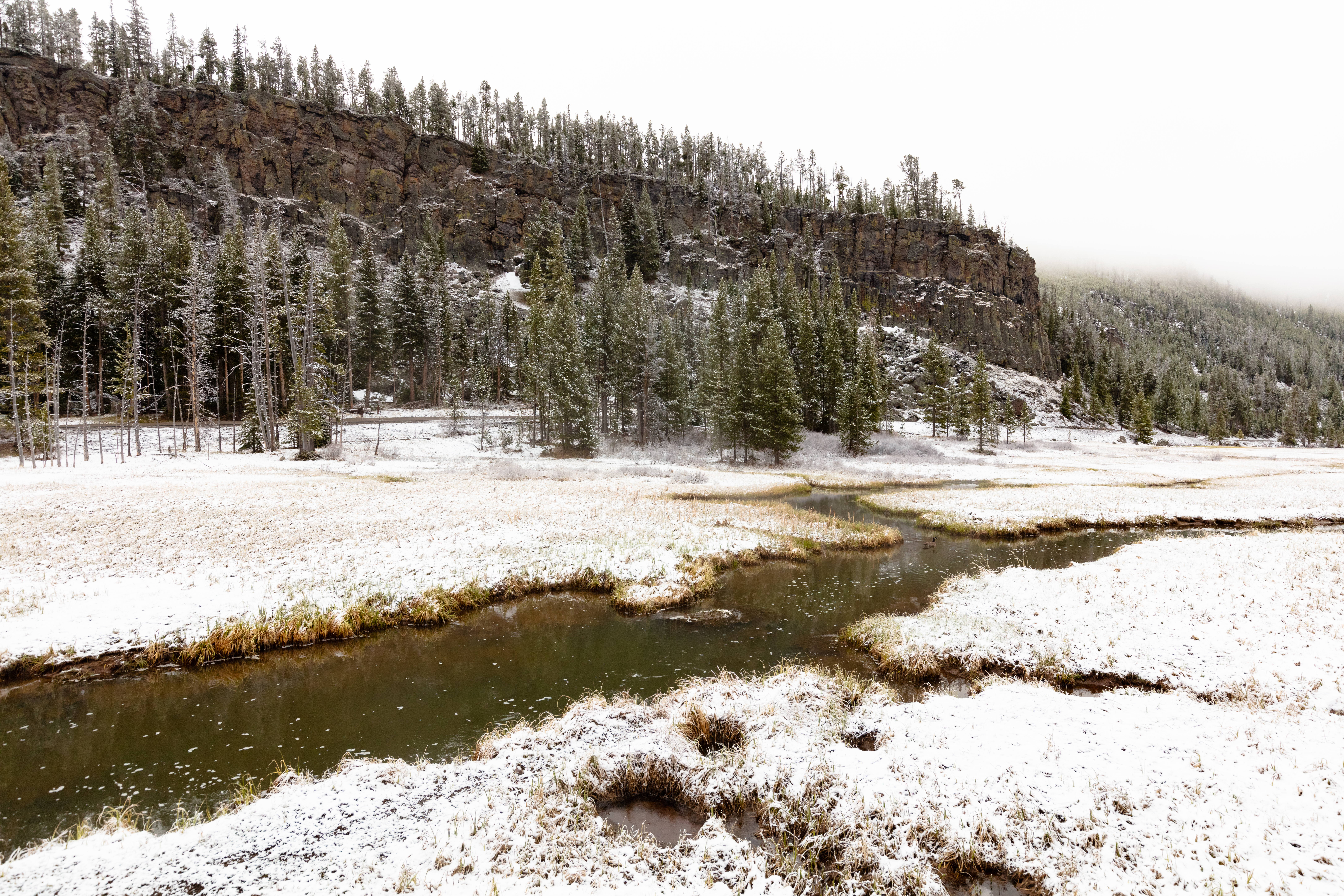
Obsidian Creek vor dem Obsidian Cliff